# Парантроп Бойса

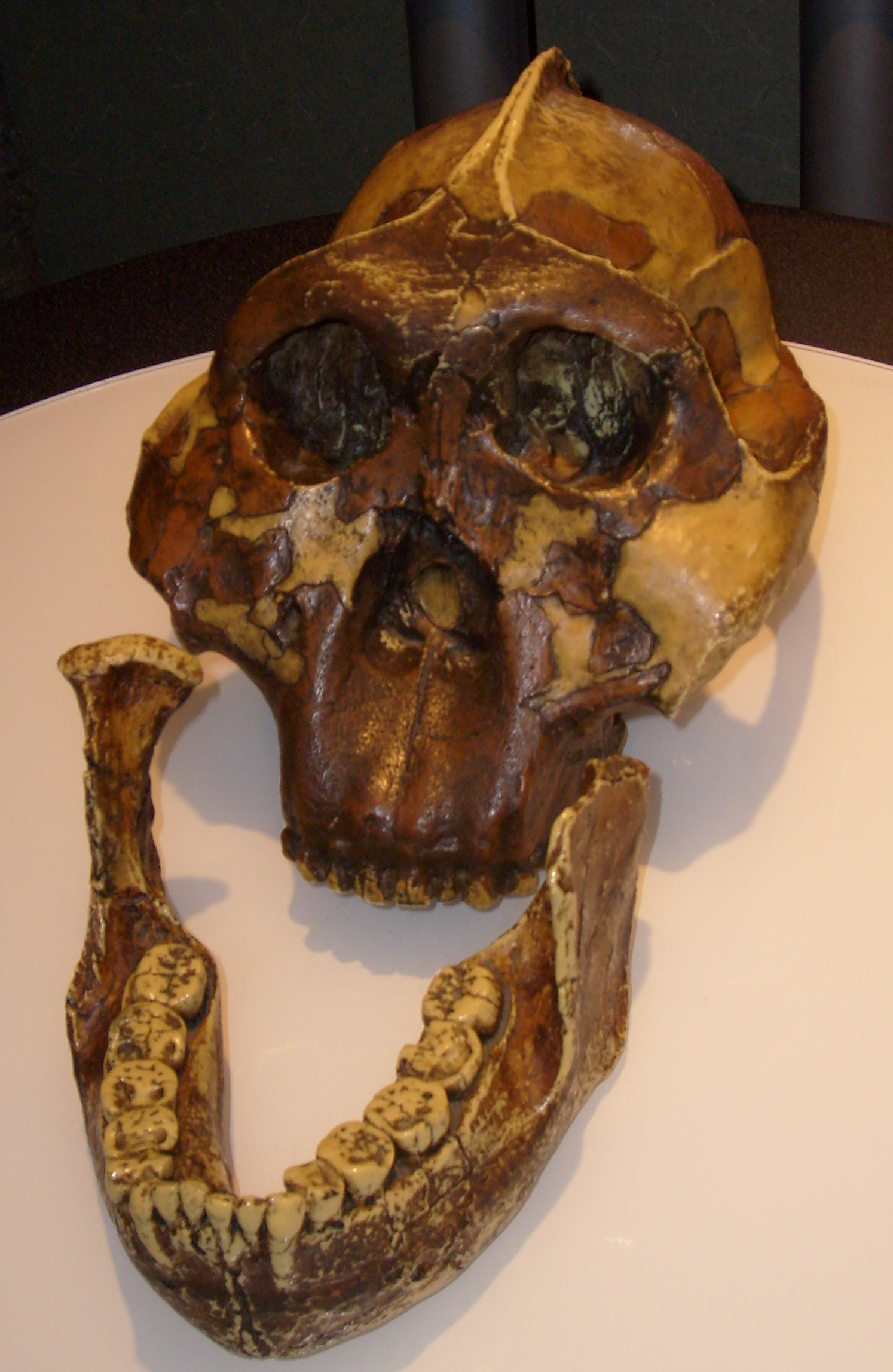
Череп, знайдений Мері Лікі в 1959 р. і нижня щелепа, знайдена Kamoya Kimeu in 1964 р.

Парантроп Бойса (Paranthropus boisei Mary Leakey, 1959), або австралопітек Бойса, спочатку також зинджантроп (Zinjanthropus boisei) — наймасивніший вид парантропів, виявлений у 1959 році подружжям Лікі в східно-африканських ущелинах Олдувай, Кообі-Фора, Локалей і ряді інших. Вони датовані від 2,5 до 1 млн років тому. Аж до 1972 року вважався «безсумнівним австралопітеком»
Вид описаний Мері Лікі в 1959 р. по черепу, виявленому в шарах олдувайської культури. Наймасивніший з усіх австралопітеків: характерні величезні моляри, важкі щелепи, які, однак, не виступають вперед, великі кісткові гребені, що служили для прикріплення жувальних м'язів. Загальна статура була масивною, мабуть, дуже великою на зріст — 1,2-1,6 м, парантроп Бойса важив від 40 до 90 кг. Парантропи Бойса були повністю прямоходячими. Обсяг мозку 400–500 см3 (у сучасної людини в середньому 1350 см3).
Важливо, що разом з парантропом Бойса було знайдено горіхову шкаралупу, що в сукупності з потужними зубами (щелепами) дає підстави вважати, що цей вид мав рослинну спеціалізацію. Також поряд були знайдені примітивні кам'яні знаряддя (оббита галька). Спочатку Луїс Лікі вважав (помилково), що зинджантроп почав використовувати кам'яні знаряддя першим з усіх тварин в історії, і консиліум вчених з небажанням визнав що парантроп Бойса є однією з «відсутніх ланок» оскільки при всьому примітивізмі вмів виготовляти кам'яні знаряддя. Але вже через кілька місяців у 1960 році Лікі відновив істину, повернувся до Африки і відкопав на тому ж таки місці і Homo habilis — справжнього власника тих кам'яних знарядь, а парантроп Бойса, відповідно, ставши обідом Homo habilis був сильно знижений в ранзі.

## Ресурси Інтернету
- Детально про Парантропа Бойса. Основні знахідки, що відносяться до цього виду
- Archaeology Info
- MNSU
- Paranthropus boisei — The Smithsonian Institution's Human Origins Program
- The first skull of Australopithecus boisei, Gen Suwa et al., letters to nature, Nature, Vol. 389, 2 October 1997
- American Museum of Natural History illustration of P. boisei by Jay Matternes